# Zagrebačka škola za menadžment
Zagrebačka škola za menadžment - VERN' ili (eng. Zagreb School of Management) skraćeno ZSM, bila je privatna visokoškolska ustanova s pravom javnosti. Nakon 2009. godine djeluje kao dio obrazovne grupacije VERN' te je 2011. godine u potpunosti integrirana u isto veleučilište i kao pravna osoba prestala postojati.

## O ustanovi
Zagrebačka škola za menadžment je osnovana 2001. godine od strane Instituta za turizam iz Zagreba, u suradnji s "The Institute of Commercial Management" iz Londona, Velika Britanija prema tadašnjem Zakonu o visokom školstvu Republike Hrvatske. U veljači 2009. Zagrebačka škola za menadžment pridružila se obrazovnoj grupaciji VERN' u čijem je sastavu istoimeno Veleučilište VERN'. Tom je akvizicijom grupacija VERN' ušla u vlasničku strukturu ZSM-a s udjelom od 80 posto.

## Studij
Zagrebačka škola za menadžment je u početku izvodila stručni dodiplomski studij turizma. Uvođenjem Bolonjskog sustava započela je provoditi stručni preddiplomski (u trajanju od tri godine i 6 mjeseci, odnosno 7 semestra) i specijalistički diplomski stručni studij (u trajanju od dvije godine, odnosno 4 semestra). Studij se nakon završene druge godine preddiplomskog studija dijelio u dva smjera: turistički menadžment i hotelski menadžment. Završetak stručnog preddiplomskog studija donosio je 210 ECTS bodova, a studenti koji ga završili stekli su naziv stručni/a prvostupnik/prvostupnica (baccalaureus/baccalaurea) ekonomije turističkog ili hotelskog menadžmenta (bacc.oec.). Završetkom specijalističkog diplomskog stručnog studija stjecalo se je dodatnih 120 ECTS bodova i zvanje stručni/a specijalist/specijalistica turističkog menadžmenta (struč.spec.oec.) - razina stručnog magisterija.

## Nastava na ZSM-u
Program na Zagrebačkoj školi za menadžment je bio strukturiran tako da se u prve dvije godine studiraju osnovni ekonomski kolegiji, te kolegiji potrebni za usvajanje osnovnih menadžerskih znanja i vještina. Nastavu su većinom provodili istraživači Instituta za turizam, predavači s Fakulteta za menadžment u turizmu i ugostiteljstvu iz Opatije, Prirodoslovno-matematičkog fakulteta, Ekonomskog fakulteta, i dr. Terenska nastava koja se je izvodila po Hrvatskoj i inozemstvu također je bila sastavni dio studija turizma.

## Integracija u Veleučilište VERN'
U travnju 2011. godine dovršena je potpuna integracija Zagrebačke Škole za Menadžment (ZSM) Veleučilištu VERN', koja je započela 2009. godine. Oba studija koja je nekada izvodila Zagrebačka škola za menadžment, od tada se izvode kao VERN'ovi studiji, a svi alumniji ZSM-a, te aktivni i budući studenti postali su dio VERN'ovog Alumni kluba koji broji više od 3.000 bivših studenata.

## Vanjske poveznica
- Zagrebačka škola za menadžment  Arhivirana inačica izvorne stranice od 12. ožujka 2016. (Wayback Machine)
- Veleučilište VERN'
- Institut za turizam
- Institute for Commercial Management  Arhivirana inačica izvorne stranice od 19. prosinca 2008. (Wayback Machine)
- Poslovni.hr[neaktivna poveznica] o prvoj akviziciji u obrazovnom sustavu RH
- Javno.hr o preuzimanju ZSM-a  Arhivirana inačica izvorne stranice od 12. ožujka 2021. (Wayback Machine)